# Japanesenspiele

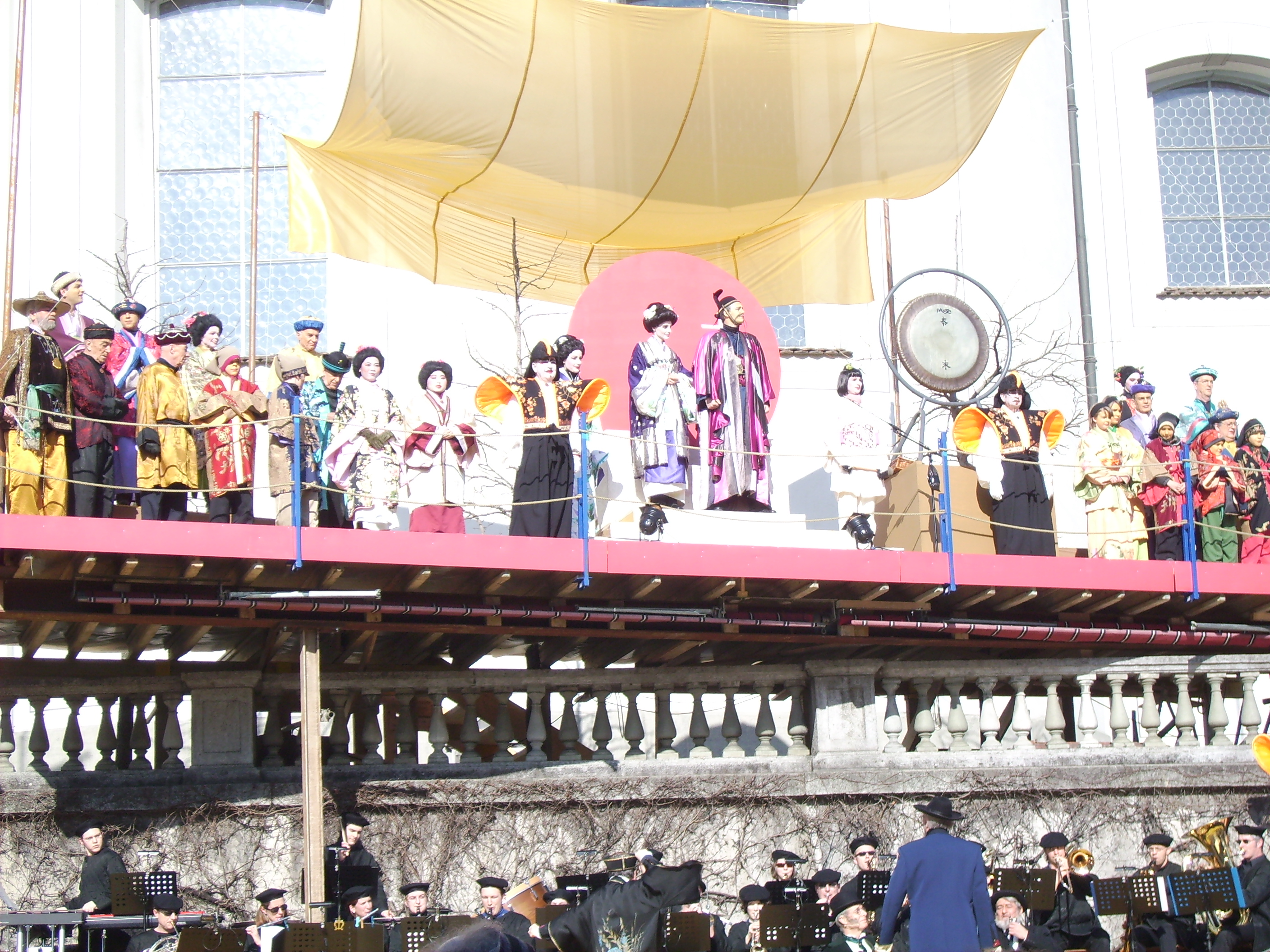
Kaiser Hesonusode mit seinem Hofstaat am Japanesenspiel 2007, unten das Hoforchester

Die Japanesenspiele sind eine auf das Jahr 1857 zurückgehende Fastnachtsspieltradition in der Gemeinde Schwyz (Schweiz). Im Mittelpunkt des Freilichtspiels steht jeweils die Figur des japanischen Kaisers Hesonusode, der seine Untertanen in Yeddo-Schwyz besucht.
Das Brauchtum der Japanesengesellschaft Schwyz gilt als einzigartig, weist aber gewisse Parallelen zum Dietfurter Chinesenfasching in Bayern auf.

## Geschichte
In Schwyz hat Karneval, Fastnacht und Fasching wie überall in der katholisch geprägten Zentralschweiz eine lange Tradition. 1857, nur wenige Jahre nach dem verlorenen Sonderbundskrieg, führte eine Fasnachtsgesellschaft namens Freunde des tollen Lebens eine Revue mit dem Titel Circus Carneval. Sturz der Natur, Triumph der Kunst auf. Das Spiel bot eine willkommene Ablenkung und eine Ergänzung zur üblichen Strassenfasnacht. Historische Volksschauspiele, initiiert vom Bildungsbürgertum, dienten damals häufig der Idealisierung und der Bildung des Schweizer Nationalmythos.
Als sich 1862 eine Schweizer Wirtschaftsdelegation auf den Weg nach Japan machte, um mit diesem Land einen Handels- und Freundschaftsvertrag abzuschliessen, wurden die Schwyzer Fasnächtler zu einer neuen Aufführung inspiriert. Noch vor der Ankunft der Delegation fand 1863 mit dem grotesken Stück Die Schweiz in Japan das erste Japanesenspiel statt und die Gesellschaft gab sich den Namen Japanesengesellschaft Yeddo-Schwyz, den sie bis heute trägt. «Japanesen» lautete die damals gebräuchliche deutsche Bezeichnung für die Bewohner Japans, die Japaner, und «Yeddo» (Edo, heute: Tokio) war der Regierungssitz (Sitz des Kaisers und damit Hauptstadt war bis 1868 Heian-kyō, heute: Kyōto). Da die Kenntnisse über das ferne Japan allerdings noch lückenhaft waren, stimmten die Figuren nur teilweise mit der Realität überein, was bei einem närrischen Theater allerdings nicht weiter stört.
Autor und Hauptinitiant des Stücks von 1863 war der politisch tätige Unternehmer und «Universalist» Ambros Eberle (1820–1883). Bis zu seinem Tod verfasste er insgesamt sechs Stücke. Danach folgte ein Mangel an kreativen Köpfen, doch die Tradition ging nie unter. Stets wurde in unregelmässigen Abständen von drei bis sechs Jahren der Schwyzer Bevölkerung am Japanesenspiel der Narrenspiegel vorgehalten. 1937, vor dem Zweiten Weltkrieg, wurde besonders das Weltgeschehen thematisiert und die Diktatoren Hitler, Mussolini und Stalin bekamen ihr Fett ab. 1952 befasste sich der einheimische Schriftsteller Meinrad Inglin, ein Urenkel Eberles, mit dem Wettrüsten zwischen NATO und Warschauer Pakt. 1975 skizzierte Paul Kamer die düstere Vision einer zubetonierten Schweiz, in der auf jeden Berg eine Seilbahn führt und die Bauern nur noch Folklore sind.

## Hesonusode und weitere Figuren

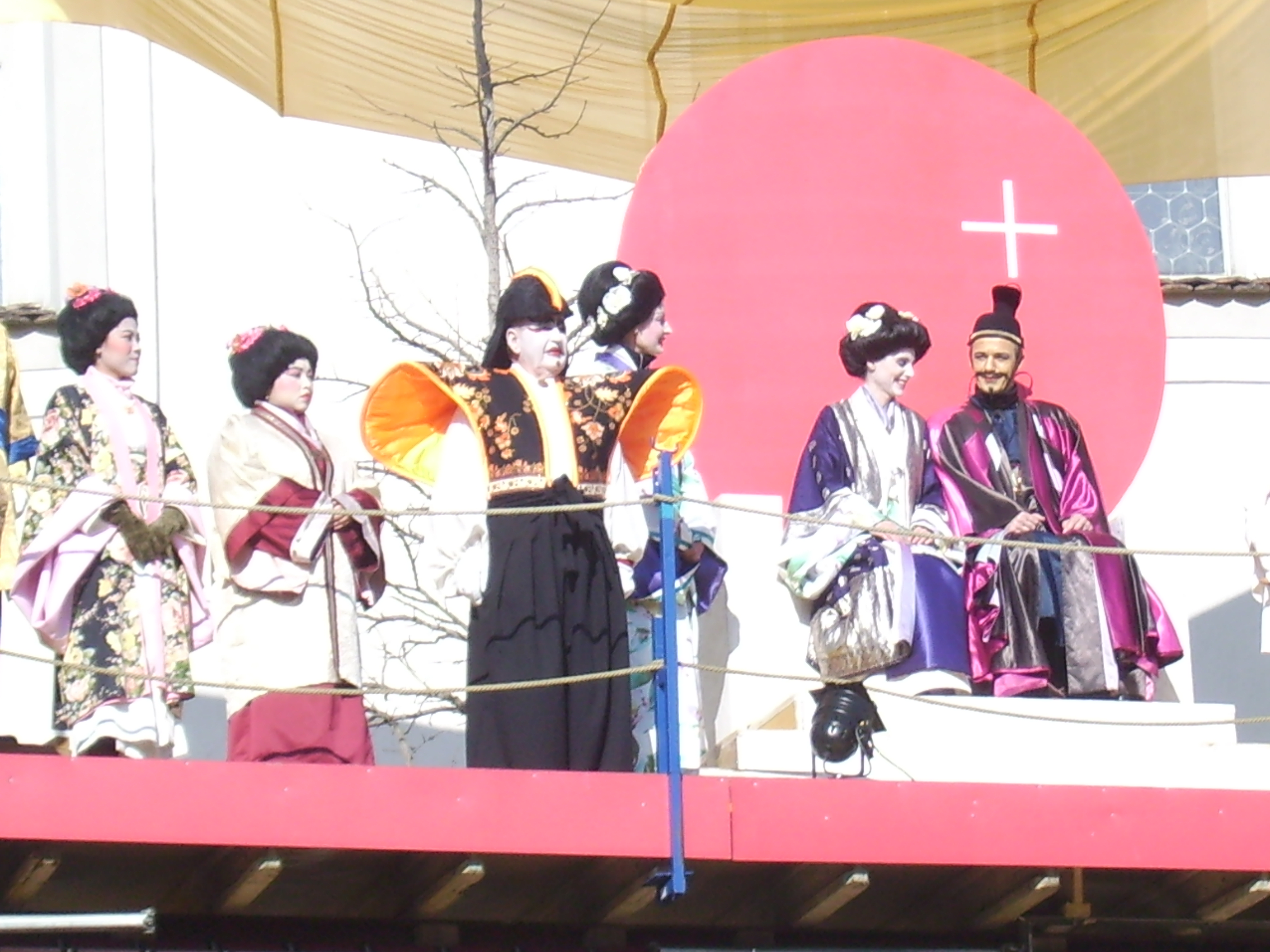
Kaiser Hesonusode auf dem Thron

Tenno Hesonusode (eine Dialektwortschöpfung für «Sei’s drum») nimmt zu Beginn des Spiels Platz auf dem Thron über dem Schwyzer Hauptplatz, von wo er verfolgt, was ihm die Bevölkerung von Yeddo-Schwyz darbietet. Er lässt sich mit dem Titel Taikun ansprechen, obwohl die korrekte japanische Bezeichnung Mikado lauten würde. Sein Kostüm ist aus Seide und sein Haar aufgeknöpft. Beim feierlichen Einzug zu Fanfarenklängen wird der Kaiser von einem Hofstaat, bestehend aus Mandarinen und anderen Würdenträgern, begleitet. Die eigentlich chinesischen Mandarine sind ein weiterer Beleg dafür, dass sich die Schwyzer Japanesen nicht von Japan, sondern allgemein von der Exotik des fernen Ostens inspirieren liessen.
Seit Jahrzehnten gehören ebenfalls zwei  Kontrahenten fest zum Repertoire der Japanesenspiele: der Jöretönel, ein Bergbauer, der die Muotathaler Alp Träsmeren bewirtschaftet, und der Schuelherr Karlifranz, ein Schulmeister alten Stils. In ihren Streitgesprächen, wie sie sich in früheren Zeiten abgespielt haben könnten, geht es jeweils um den Gegensatz zwischen der harten Berglandwirtschaft und dem Dasein als Gelehrter. Bezeichnenderweise treten die beiden Figuren in Kostümen des 19. Jahrhunderts auf.

## Jubiläumsspiel 2007

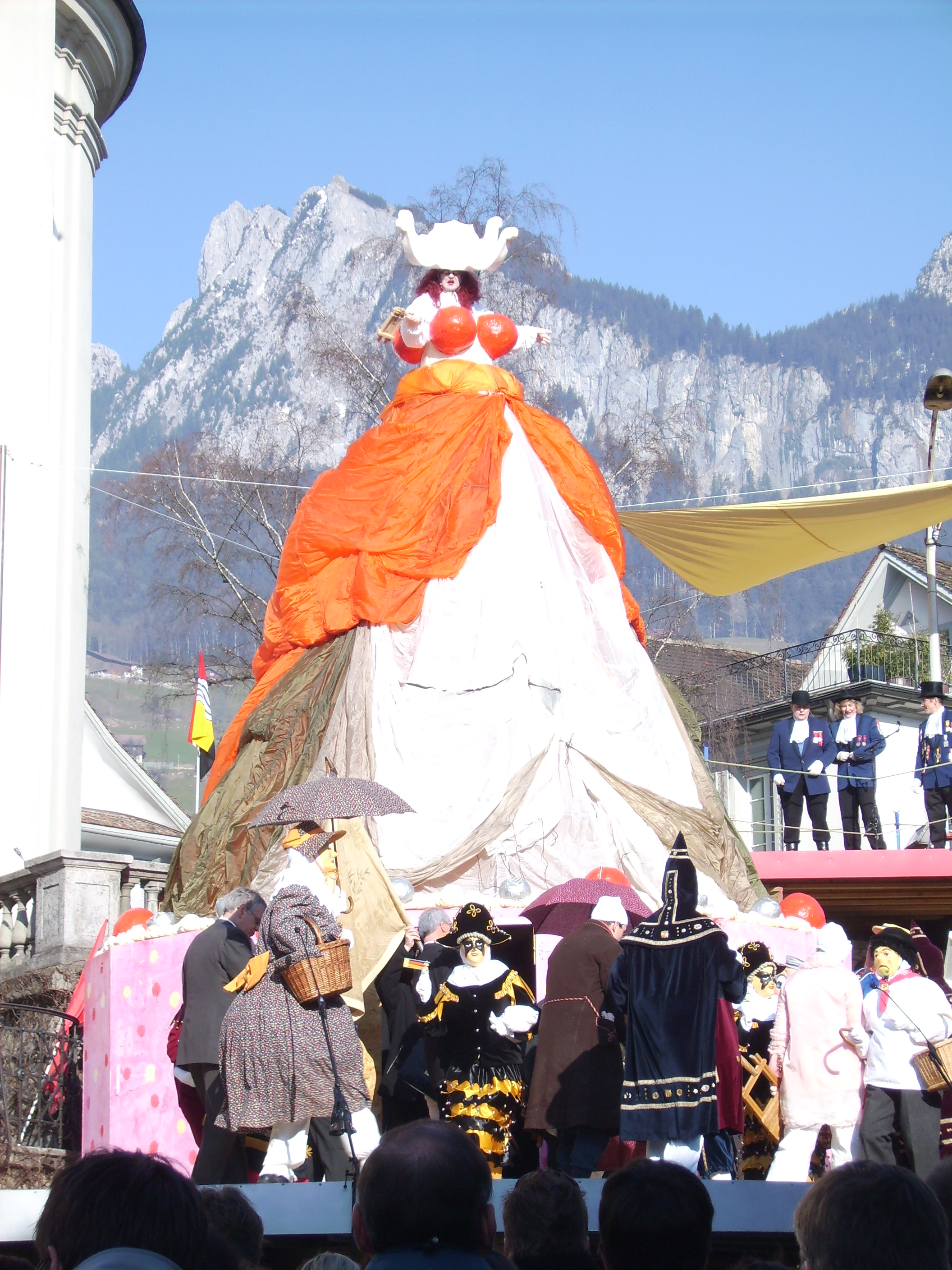
Frau Fasnacht entsteigt der Torte und narrt die Schwyzer

Im Februar 2007 fand anlässlich des 150-Jahr-Jubiläums der Japanesenspiele an sechs Spieltagen eine weitere Aufführung mit rund 200 Mitwirkenden statt. Als Ehrengast nahm der japanische Botschafter in der Schweiz an der Premiere teil.
Das Jubiläumsspiel, geschrieben von Viktor Weibel, der in der Rolle des Schulherrn auftrat, trägt den Titel Am Naresäil. Der riesigen Geburtstagstorte, die Kaiser Hesonusode gereicht wird, entsteigen während des Spiels immer wieder verwirrende Überraschungsgäste, unter anderem der Schweizer Bundesrat in corpore, die mit ihren Unzulänglichkeiten den hohen Gast nicht zu beeindrucken vermögen. Als Lösung des Übels erscheint der Zellforscher Dr. Würgeli, der den Menschen neue Organe verpasst. Als dies neues Unheil zu stiften beginnt, besinnt sich die Bevölkerung auf das Wundermittel Fasnacht. Frau Fasnacht als deren Personifizierung treibt auch diesmal wieder ihren Schabernack, doch schliesslich kann nur sie den Taikun versöhnlich stimmen.
Als Ergänzung zum Theater fand im Forum der Schweizer Geschichte die Jubiläumsausstellung Vivelun Taikun! statt, in der die Geschichte dieser einmaligen Spieltradition anhand von Fotos, Kostümen und anderen Gegenständen aufgezeigt wurde.

## Spiel 2013

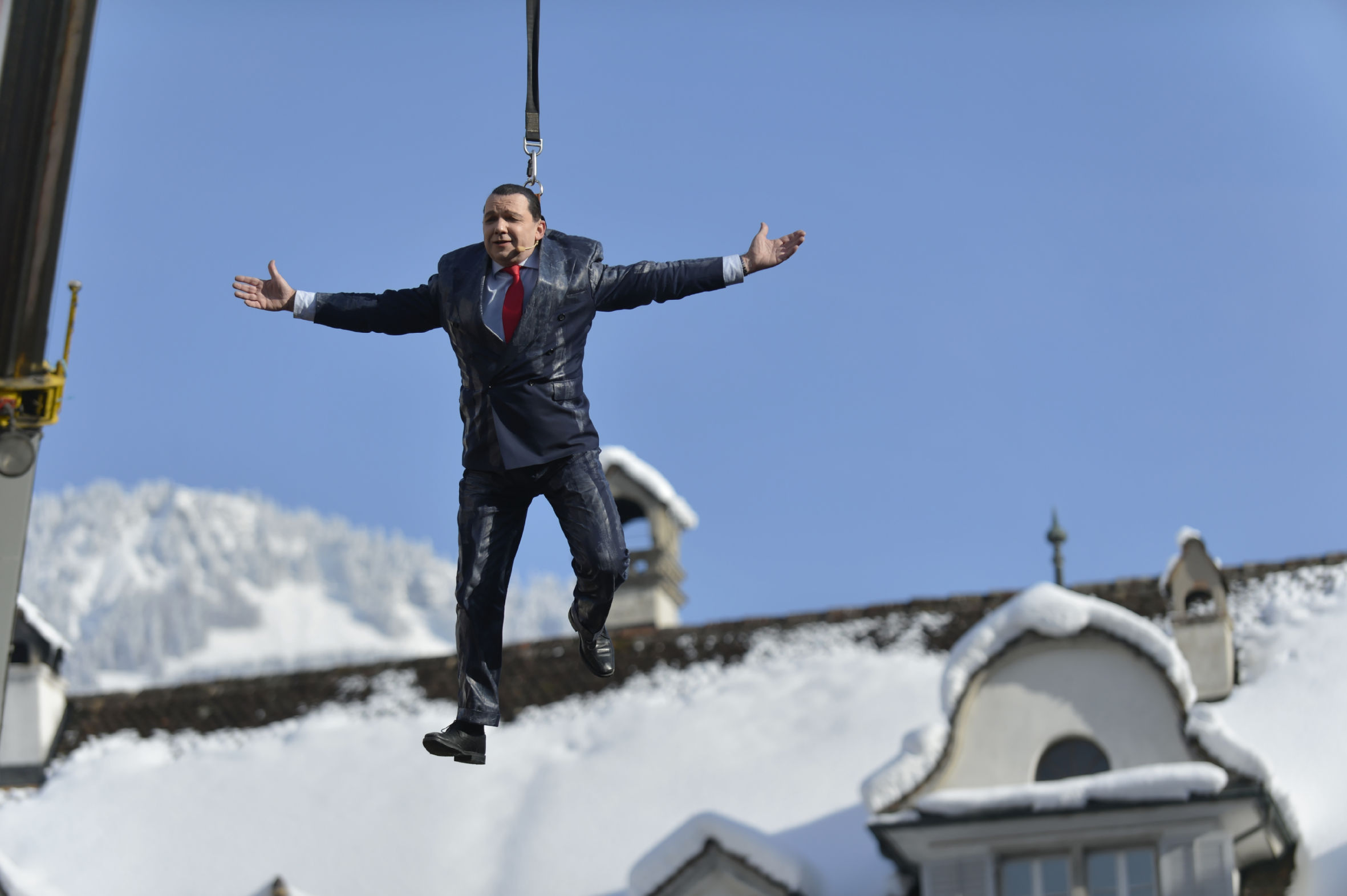
Bärluus Koni wird von der Bühne gehoben

Das für 2012 vorgesehene Spiel wurde von der Japanesengesellschaft aufgrund der Nuklearkatastrophe von Fukushima um ein Jahr verschoben.
Das neue, von Viktor Weibel geschriebene Stück heisst Nii aber au und wurde vom 1. bis 10. Februar 2013 aufgeführt. Es handelt davon, dass der Kaiser bei seinem verspäteten Besuch in Yeddo-Schwyz eine riesige Baustelle antrifft und seine Freunde Jöretönel und Karlifranz vermisst. Um deren Denkmal entbrennt im Volk ein Streit. Wie im alten Fastnachtsspiel des 15. Jahrhunderts treten verschiedene Parteien zu einer Gerichtsverhandlung an. Im Verlauf des Spiels kommen zwei jüngere Pendants der beiden Hauptfiguren zum Vorschein, und die Gerichtsdienerin als Närrin kann den Streit schlichten. Sie schickt den korrupten Richter Bärluus Koni in die Verbannung.

## Weitere Spiele
2019 wurde das Spiel Was ächt Schwyz von Roger Bürgler aufgeführt, 2023 das Spiel Miini Fasnacht - Diini Fasnacht ebenfalls von Roger Bürgler-